# Antonio Pasculli
Antonio Pasculli (13 d'octubre de 1842 - 23 de febrer de 1924) va ser un oboista i compositor italià del Romanticisme conegut com "el Paganini de l'oboè" pel seu virtuosisme i per la semblança tècnica de les obres d'ambdós.
Va néixer a Palerm (Sicília), ciutat on va viure durant tota la seva vida. No obstant això, va viatjar per tot Itàlia i també a Alemanya i a Àustria fent recitals amb el seu instrument i també va dirigir orquestres simfòniques i bandes, molt populars en aquell moment al seu país. A més a més, va transcriure un elevat nombre de peces per a oboè i piano o arpa de Bellini, Donizetti, Verdi i Rossini.
Les seves obres requereixen una enorme capacitat tècnica i un extraordinari virtuosisme de l'instrument. El compositor empra de forma assídua i insistent arpegis, trinos i escales i per a tocar les seves obres de forma solvent cal que l'intèrpret aprengui a realitzar la respiració circular. Un exemple d'aquest fet és l'estudi "Le Api" (les abelles), en la qual gairebé no es pot respirar en cap moment de l'execució musical. De fet, Pasculli era un dels pocs músics (per no dir l'únic) de la seva època que posseïen l'habilitat de la respiració circular.
Els seus treballs compositius són fonamentalment fantasies, estudis, transcripcions i variacions sobre àries d'òpera i música de cambra. La seva música va quedar obsoleta a finals del segle XX i va romandre en estat latent fins que els oboistes Heinz Holliger i Omar Zoboli van recuperar les seves obres i, fins i tot, les van enregistrar. Gràcies a aquesta voluntat de fer-les renéixer avui en dia podem escoltar-les mitjançant gravacions.

## Vida
Va començar la seva carrera musical a l'edat de 14 anys viatjant arreu d'Itàlia, a Alemanya i a Àustria. Al 1860 va obtenir la plaça de professor d'oboè i de corn anglès del Reial Conservatori "Vincenzo Bellini" de Palerm, on va impartir docència fins al 1913. Els seus instruments eren un oboè i un corn anglès de boix ambdós amb 11 claus i construïts a París per Triébert i amb ells va aconseguir interpretar la música amb una facilitat i una brillantor inimaginables.
Al 1884 va deixar de tocar en públic a causa d'una lesió ocular. El seu doctor el va alertar que si seguia tocant en públic podia posar en risc la visió que li quedava i quedar-se totalment cec, de forma que va decidir aturar sobtadament els seus recitals públics. D'aquesta manera es va establir de forma permanent a Palerm, on es va casar i va tenir sis filles (dues de les quals van estudiar l'arpa) i tres fills.
Al 1877 va esdevenir el director del Corpo di musica municipale di Palermo i va dedicar gran part del seu temps i energia elevant el seu nivell musical. A més a més, va instruir tots els intèrprets de vent de la formació en la pràctica d'instruments de corda, creant una espècie de banda-orquestra. Va aconseguir conformar un ensemble caracteritzat per una execució excepcional i que interpretava obres rarament escoltades abans a Itàlia (treballs de Pasculli sobre coetanis seus com Wagner, Debussy, Grieg o Sibelius).
Es va retirar el 1913 com a professor emèrit del Reial Conservatori de Palerm i al cap de poc temps la seva banda-orquestra va deixar d'existir. Va morir el 23 de febrer de 1924 després de rebre les restes mortals del seu fill menor mort en plena acció a Caporetto durant la Primera Guerra Mundial.

## Obres
- Fantasia sobre temes de l'òpera La Favorita
- Fantasia sobre temes de l'òpera I Vespri Siciliani
- Fantasia sobre temes de l'òpera L'Elisir d'amore
- Fantasia sobre temes de l'òpera Gli Ugonotti
- Fantasia sobre temes de l'òpera Rigoletto
- Fantasia sobre temes de l'òpera Il Pirata
- Fantasia sobre temes de l'òpera La Sonnambula
- Fantasia sobre temes de l'òpera Un Ballo in Maschera
- Fantasia sobre temes de l'òpera Poliuto
- Ricordi di Napoli (Records de Nàpols)
- 3 Estudis Característics per a oboè amb acompanyament de piano (un d'ells el famós Le Api[Enllaç no actiu])
- Trio Concertante per a oboè, violí i piano sobre temes de l'òpera Guglielmo Tell
- Raccolta progressiva di scale, esercizi e melodie per oboe (col·lecció d'estudis i escales)
- Transcripció per a oboè dels "Capricis per a Violí" de Rode
- Fantasia 8 Settembre ad Altavilla per a banda simfònica
- Libera (per a 4 veus i orquestra)
- Naiadi e Silfidi (poema simfònic)
- Di qui non si passa (elegia en memòria del seu fill)